# Општина Бучумени (Галац)
Бучумени (рум. Buciumeni) општина је у Румунији у округу Галац.
Oпштина се налази на надморској висини од 143 m.